# Happy Together
A Happy Together című dal a 2. kimásolt kislemez a Greatest Hits című Jason Donovan válogatásalbumról, mely korábban egyetlen albumon sem jelent meg, így itt hallható először. A dal több slágerlistára is felkerült, azonban csupán a 6. helyre sikerült kerülnie az Ír kislemezlistán. Az Egyesült Királyságban 10. helyezést érte el a dal, és 65.000 példányszámban talált gazdára.

## Megjelenések
CD Single  Németország PWL Records – 9031-75320-2
1. Happy Together 3:12
2. She's In Love With You 3:11
3. Happy Together (Instrumental) 3:12

## Slágerlista
| Slágerlista (1991)                           | Legjobb helyezések |
| -------------------------------------------- | ------------------ |
| Belgium (Ultratop 50 Flanders)               | 20                 |
| Németország (Official German Charts)         | 53                 |
| Írország (IRMA)                              | 6                  |
| Egyesült Királyság (Official Charts Company) | 10                 |